# Gnathoenia
Gnathoenia is een kevergeslacht uit de familie van de boktorren (Cerambycidae). De wetenschappelijke naam van het geslacht werd voor het eerst geldig gepubliceerd in 1858 door Thomson.

## Soorten
Gnathoenia omvat de volgende soorten:
- Gnathoenia albomaculata Quedenfeldt, 1881
- Gnathoenia alboplagiata Jordan, 1894
- Gnathoenia bialbata Fairmaire, 1891
- Gnathoenia tropica (Duvivier, 1891)
- Gnathoenia venerea Thomson, 1858
- Gnathoenia zonifera Harold, 1879